# Hunesjö
Hunesjö är en sjö i Halmstads kommun i Halland och ingår i Genevadsåns huvudavrinningsområde. Sjön är 2 meter djup, har en yta på 0,0957 kvadratkilometer och är belägen 47,2 meter över havet.

## Delavrinningsområde
Hunesjö ingår i det delavrinningsområde (628392-133304) som SMHI kallar för Inloppet i Backasjön. Medelhöjden är 67 meter över havet och ytan är 4,27 kvadratkilometer. Räknas de 8 avrinningsområdena uppströms in blir den ackumulerade arean 35,56 kvadratkilometer. Alslövsån som avvattnar avrinningsområdet har biflödesordning 2, vilket innebär att vattnet flödar genom totalt 2 vattendrag innan det når havet efter 17 kilometer. Avrinningsområdet består mestadels av skog (89 procent). Avrinningsområdet har 0,41 kvadratkilometer vattenytor vilket ger det en sjöprocent på 9,5 procent.